# Vorpommern
För andra betydelser, se Pommern (olika betydelser).

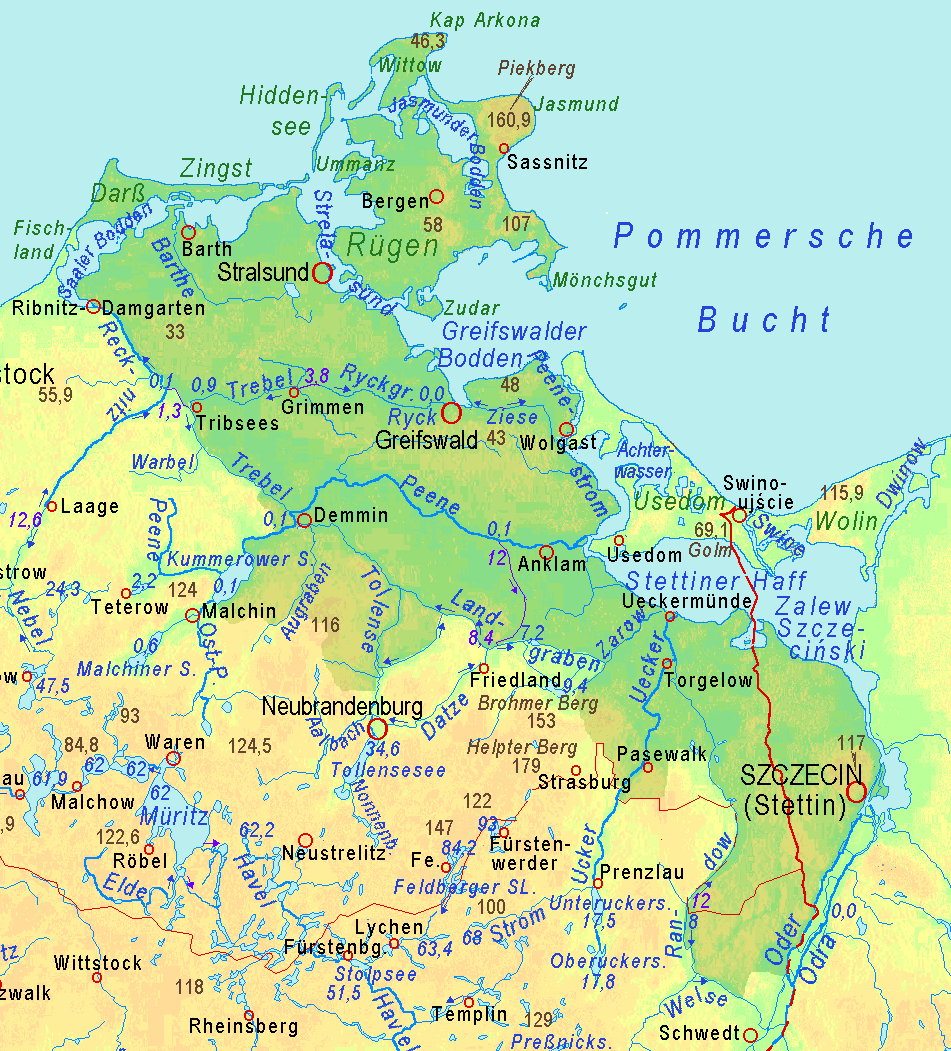
Vorpommerns topografi.

Vorpommern (på svenska även Förpommern), är Pommerns västliga landsdel, ett historiskt landskap vid Östersjöns södra strand som sedan 1945 är delat mellan Tyskland och Polen; sedan 1999 är delat mellan det tyska förbundslandet Mecklenburg-Vorpommern och Västpommerns vojvodskap i Polen.

## Vorpommerns svenska historia
Vid Westfaliska freden 1648 tillföll Vorpommern Sverige (då benämnt Svenska Pommern), till skillnad från övriga Pommern (Hinterpommern) som kvarblev under Brandenburgs krona. Dess östliga gräns drogs längs floden Oder.
Under 1700-talet avträdde sedan Sverige Vorpommern i etapper till den framväxande världsmakten Preussen. De sista resterna avträddes 1814 till Danmark (i utbyte mot Norge), vilka emellertid redan 1815 avträdde sitt förvärv till Preussen.

## Vorpommern under tyskt och polskt styre

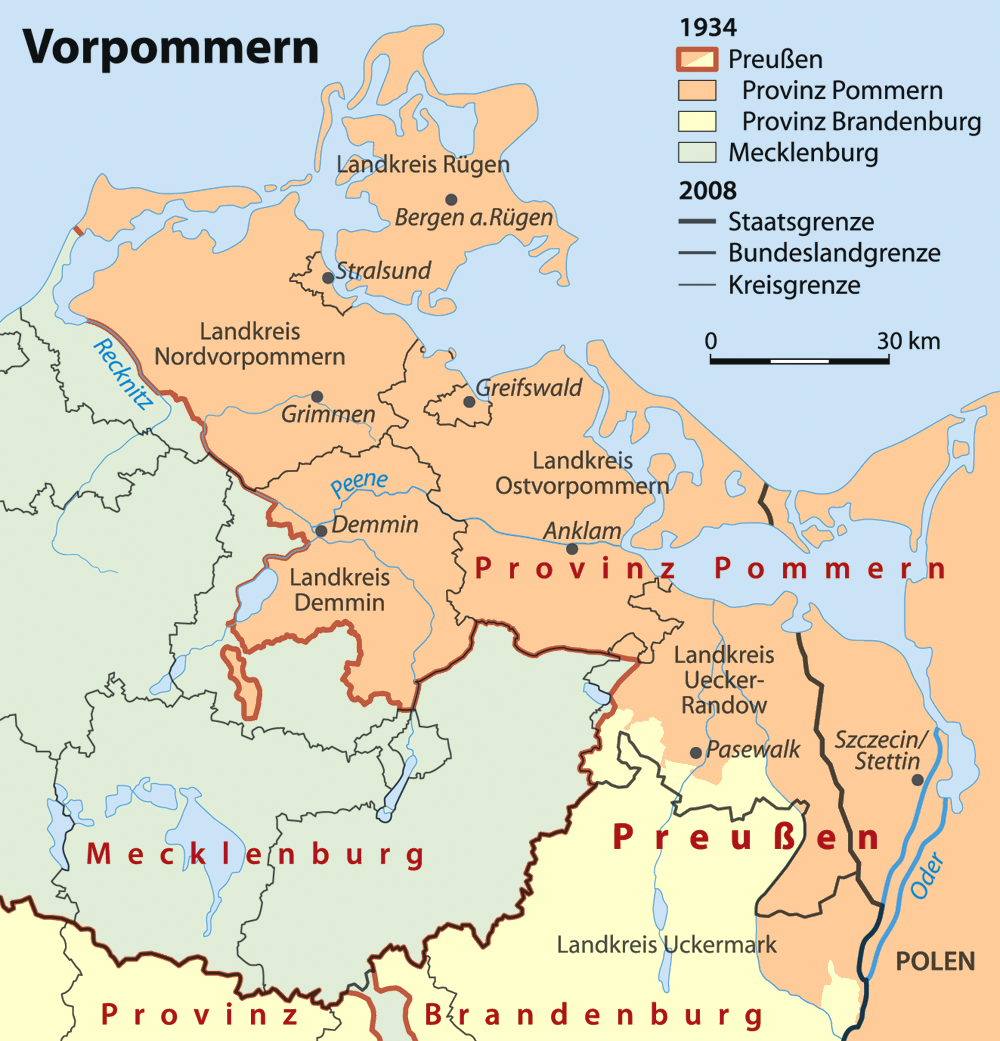
Vorpommerns administrativa indelning inom Fristaten Preussen med 1934 års gränser i färg. I grått 2008 års administrativa gränser.

Inom Preussen återförenades Vorpommern med Hinterpommern till provinsen Pommern.
Efter andra världskrigets slut 1945 tvingades Tyskland avträda landområdena öster om Oder-Neisse-linjen till Polen, samt mindre delar av Vorpommern; Stettin, Swinemünde och Neuwarp.
Med Vorpommern avses efter 1990, efter Tysklands återförening och återupprättade av Tyska förbundsländer i forna Östtyskland, vanligen den östra tredjedelen av Mecklenburg-Vorpommern, det vill säga den, större, delen av Vorpommern som kvarblivit under tysk förvaltning. Öarna Rügen och Usedom är Tysklands största öar. De till Polen avträdda områdena ingår sedan 1999 i det då nybildade vojvodskapet Västpommern (Vorpommerns största stad, Stettin, är där huvudstad).

## Viktigare städer
- Sassnitz (Tyskland)
- Stralsund (Tyskland)
- Stettin (Polen)